# Toal en Taiken
Toal en Taiken; tiedschrift veur Grunneger kultuur is een tijdschrift, dat wordt uitgegeven door de Stichting 't Grunneger Bouk en het inmiddels opgeheven Grunneger Genootschop. Het is in 1983 opgericht en een samenvoeging van twee eenvoudige uitgaven van genoemde uitgevers. Lange tijd verschenen 6 nummers per jaar; inmiddels is dit teruggebracht tot 4 (iets dikkere) publicaties.
Als voorloper bracht de Stichting 't Grunneger Bouk "t Begunstegersbericht" uit - later "Oet Boukenkist" genoemd - met aandacht voor nieuwe publicaties op het gebied van de Groninger taal, geschiedenis en cultuur. Ook verhalen en gedichten werden in de loop der tijd opgenomen. Tegelijkertijd bracht Het Grunneger Genootschop het blad "Verspraaid Verbonden" uit, een uitgave met voornamelijk verenigingsnieuws van de "Grunneger verainens" (de Groninger Verenigingen) die overal in Nederland sinds ongeveer 1915 (hebben) bestaan. Een voorloper van "Verspraaid Verbonden" was het Maandblad Groningen.
Vanaf het eerste nummer is drs. Jan J. Groenbroek uit Scheemda hoofd- en eindredacteur; hij is ook de vormgever van het blad, dat sinds 2009 geheel in kleur wordt gedrukt, om bijvoorbeeld artikelen over beeldende kunst beter te kunnen illustreren. Redacteuren zijn (geweest): Jan Brouwer, Geesjen Doddema, Jur Engels, Wim Faber, Bé Linker, Wiebe van der Ploeg, Hans Spa, Kees Visscher, Geesje Vos en redactiesecretaris Henri Wierth. Voor het historische gedeelte is een deelredactie werkzaam; hiervan zijn lid (geweest): Jochem Abbes, Bert Dijkstra, Hidde Feenstra, Martin Hillenga, Piet Huizenga, Jan Oldenhuis en Harm van der Veen.
In de loop der jaren heeft de redactie gebruik kunnen maken van de bijdragen van een groot aantal vaste medewerkers, onder wie voormalig streektaalfunctionaris prof. dr. Siemon J.H. Reker.
Met een oplage van ruim 4000 exemplaren is het tijdschrift een van de grootste streektaaltijdschriften in Nederland geweest, dat zonder subsidie uitgegeven kan worden. Met name door vergrijzing van het lezersbestand neemt het aantal abonnees langzamerhand wat af.
In 1992 kreeg de redactie ter gelegenheid van het tienjarig bestaan de "K. ter Laan Prijs" uitgereikt.